# Modeljernbaneklub
En modeljernbaneklub er en forening bestående af personer, der interesserer sig for modeltog.
Formålet for en modeljernbaneklub er typisk at samles om at opbygge et modeljernbaneanlæg eller modulanlæg. Ved at flere personer går sammen og mødes regelmæssigt for at arbejde, er det muligt at etablere større anlæg, end de hver især ville kunne opbygge, ligesom de kan drage nytte af hinandens evner, viden og erfaringer. I tilknytning til et fast anlæg kan der desuden etableres værksted, bibliotek mv. Alternativt kan der opereres med modulanlæg, hvor medlemmerne med hver deres moduler mødes nogle gange om året for at opbygge et anlæg sammen i f.eks. en sportshal.
En modeljernbaneklub er normalt opbygget som de fleste andre foreninger med bestyrelse, medlemsblad og regelmæssige aktiviteter, f.eks. byggeaftener, køreaftener, fremvisning af film og udflugter. Klubben står desuden som ejer eller lejer af klubbens lokaler, ligesom den typisk ejer faste anlæg. Materiellet kan også ejes helt eller delvist af klubben, men det kan også været ejet af de enkelte medlemmer. Indtægterne kommer fra kontingenter, frivillige bidrag og evt. entre, hvis der er åbent for offentligheden. Ved kontingenterne kan skelnes mellem aktive og passive medlemmer, hvoraf de første arbejder med og kører på anlægget, mens de sidste støtter klubben med et lavere kontingent. Desuden kan der opereres med en prøvetid for nye medlemmer.
Mange, men ikke alle, modeljernbaneklubber er medlemmer af nationale organisationer så som Dansk Model Jernbane Union (DMJU), der igen er medlem af den europæiske organisation MOROP. Formålet med disse er at fastsætte normer for modeltog, hvilket ikke mindst kommer klubberne til gode, da de kan have tog fra mange forskellige producenter kørende. Derudover findes der også tværgående organisationer så som FREMO for klubber med modulanlæg og Arge Spur 0 for klubber der kører i skala 0.